# Veľký Žabí štít
Velký Žabí štít (polsky Żabi Szczyt Wyżni) je výrazný pohraniční uzlový štít v severní rozsoše, vybíhající z Rysů a oddělující Bielovodskou dolinu od polské Doliny Rybího potoka. Přes vrchol prochází i hranice oblasti zákazu horolezectví, týkající se i jeho 500metrové trojúhelníkové severní stěny. Žabia Bielovodská dolina, do níž stěna spadá, je rezervací s nejvyšším stupněm ochrany. Jižní hranici oblasti zákazu tvoří spojnice Veľký Žabí štít – Ťažké (České) pleso.
Často bývá nepřesně označován jako "Vyšný Žabí štít".

## Topografie
Od Malých Rysů ho odděluje Česká štrbina, od Mlynára na SV zase Mlynárovo sedlo. Druhá, pohraniční větev na SZ pokračuje přes Vyšné Bielovodské sedlo na Žabí Mnich, Malý Žabí štít a Sedem Granátov. Z nich hranice sbíhá do potoka Biela voda (Bialka).

## Galerie

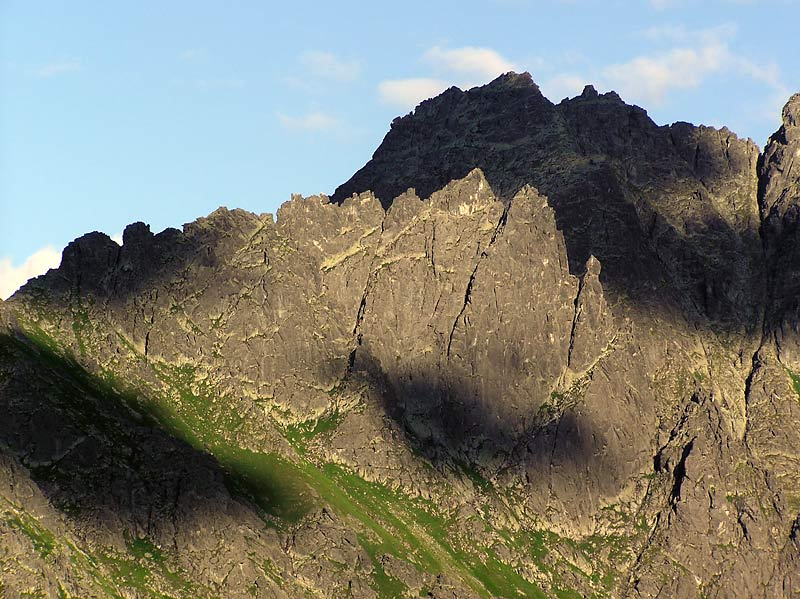
Tmavý Veľký Žabí štít a Spádová vežička, vpředu osvětlený Žabí Mních.
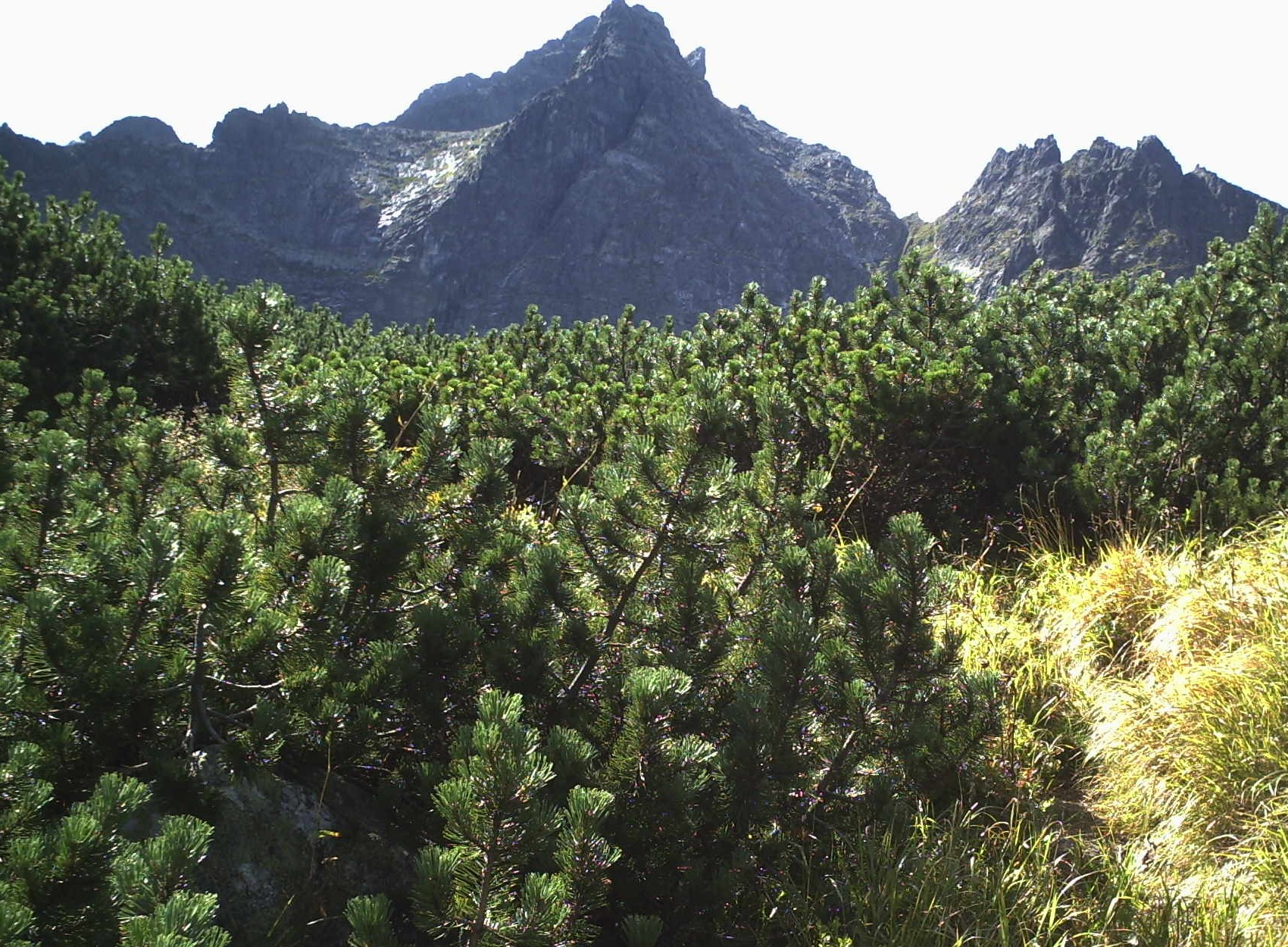
Pohled ze Žabí Bielovodské doliny, vpravo Žabí Mních.
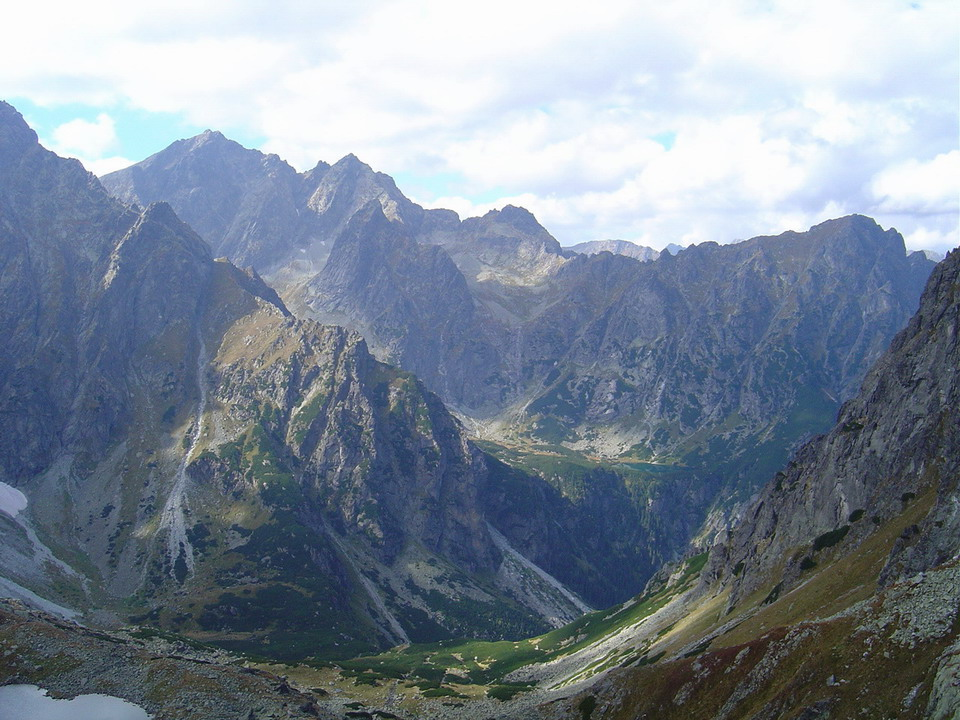
Zleva Rysy, Malé Rysy, Veľký Žabí štít a táhlý Mlynár.
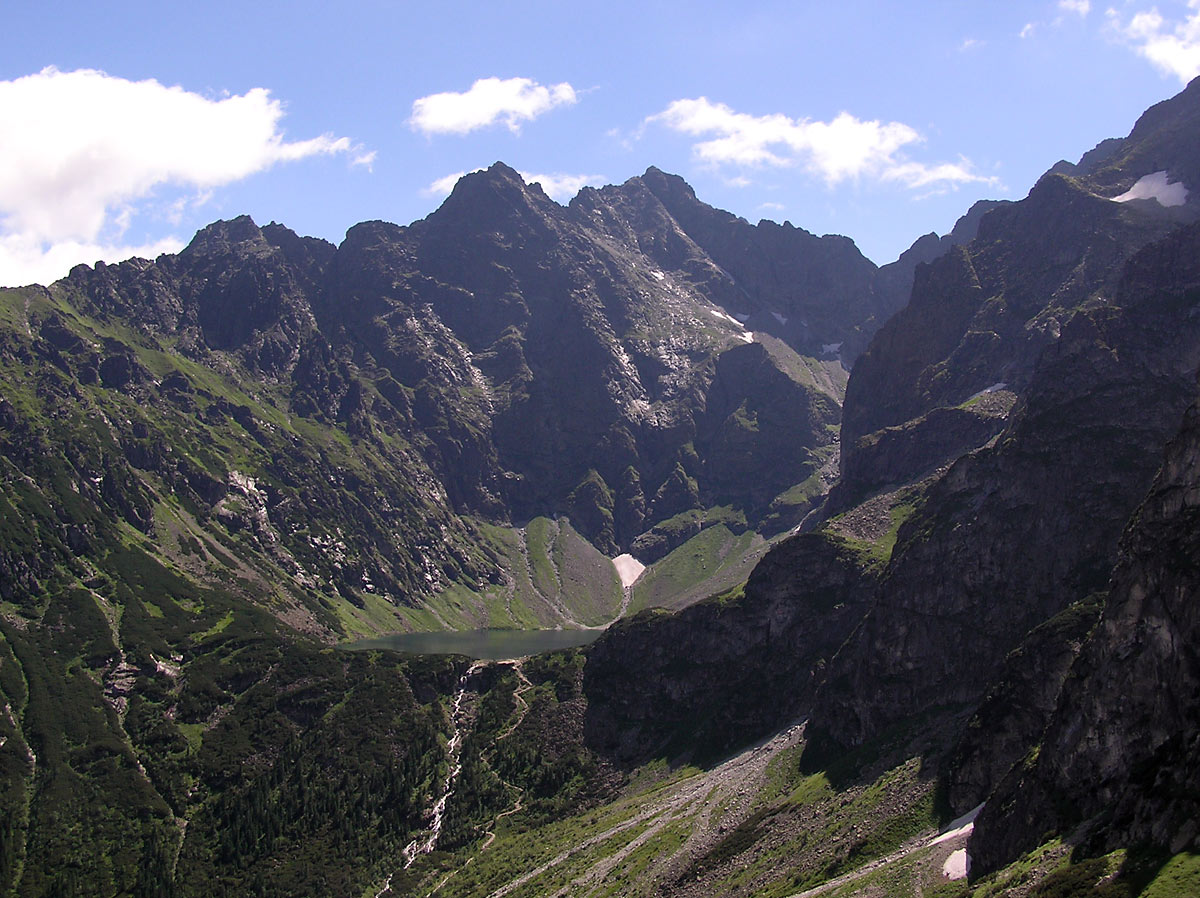
Zleva Veľký Žabí štít, Malé Rysy nad Czarnym Stawem a Rysy.

## Horolezecké výstupy
- 1905 První výstup, přes Vyšné Bielovodské sedlo J. Chmielowski, K. Jordán, K. Bachleda, A. Kroebl, S. Krygowski, T. Łopuszańska, J. Bachleda, J. Karpiel, J. Maruszarz a J. Stopky, Chodecká.
- 1909 Prvovýstup S. Porebski přes Ťažkou (Českou) štrbinu, I.
- 1959 Zimní tragédie v severní stěně: J. Biedermann, J. Panfil a M. Hensol zahynuli v lavině, která je smetla až do plesa.[1]

Horolezecky nejzajímavější byla právě 500metrová severní stěna s těžkými cestami, např. Orlowski – Żuławski VI, nebo cesta bratrů Krížových.